# Scânteia (Ialomița)
Scânteia est une commune du județ de Ialomița en Roumanie.